# Up the Sandbox
Up the Sandbox (Brasil: Além das Fronteiras do Lar / Portugal: A Mulher das Mil Caras) é um filme de comédia musical norte-americano de 1972, dirigido por Irvin Kershner e estrelado por Barbra Streisand.